# Carlisle (Kentucky)
Carlisle város az USA Kentucky államában. Lakosainak száma 2093 fő (2020. április 1.).

## Népesség
A település népességének változása:

| 2010 | 2 010 |
| 2020 | 2 093 |